# Nalbach
Nalbach is een gemeente in de Duitse deelstaat Saarland, en maakt deel uit van de Landkreis Saarlouis.
Nalbach telt 9.041 inwoners.

## Historie
zie heerlijkheid Nalbach

## Afbeeldingen

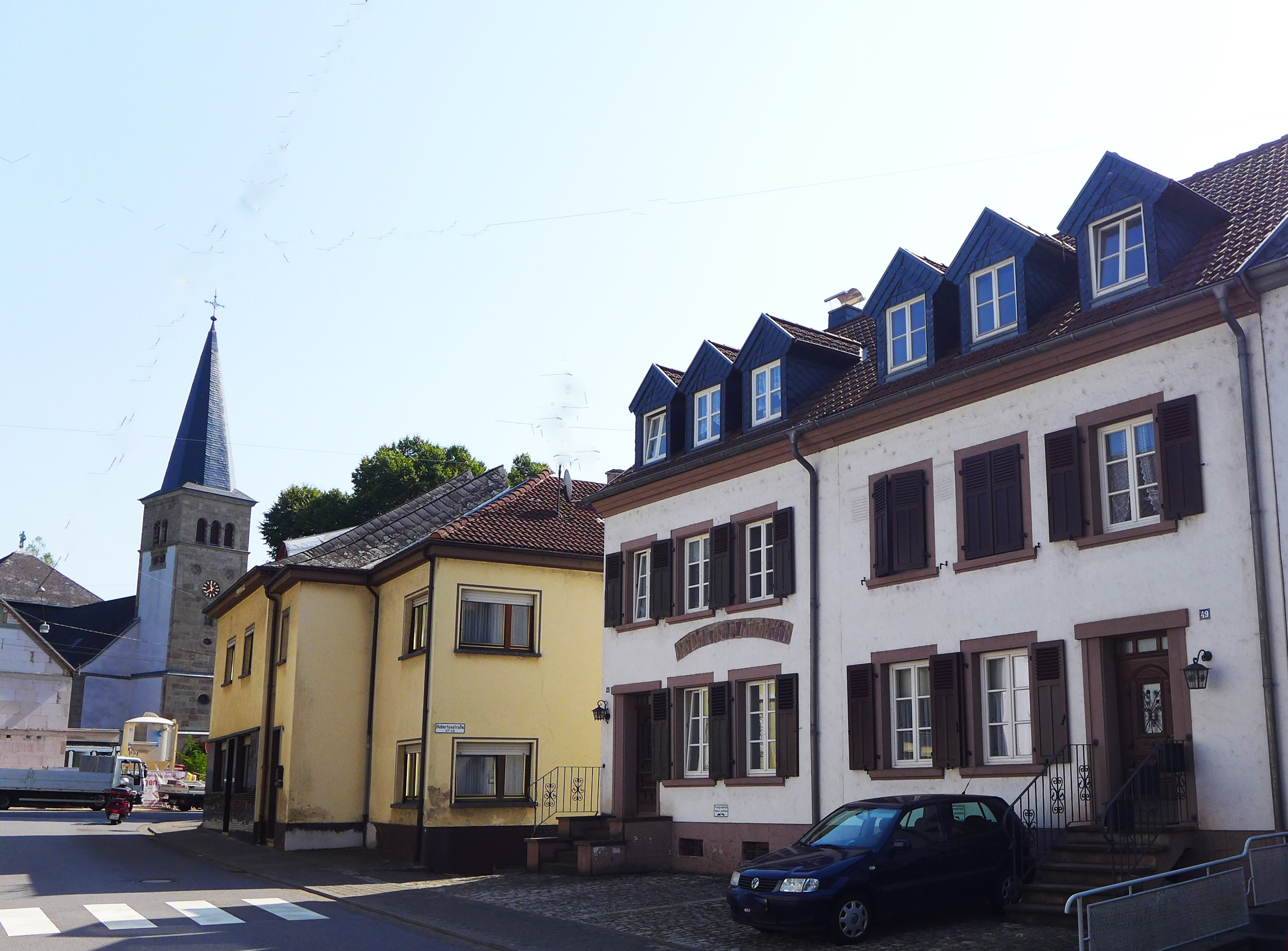
Nalbach, Hubertusstraße
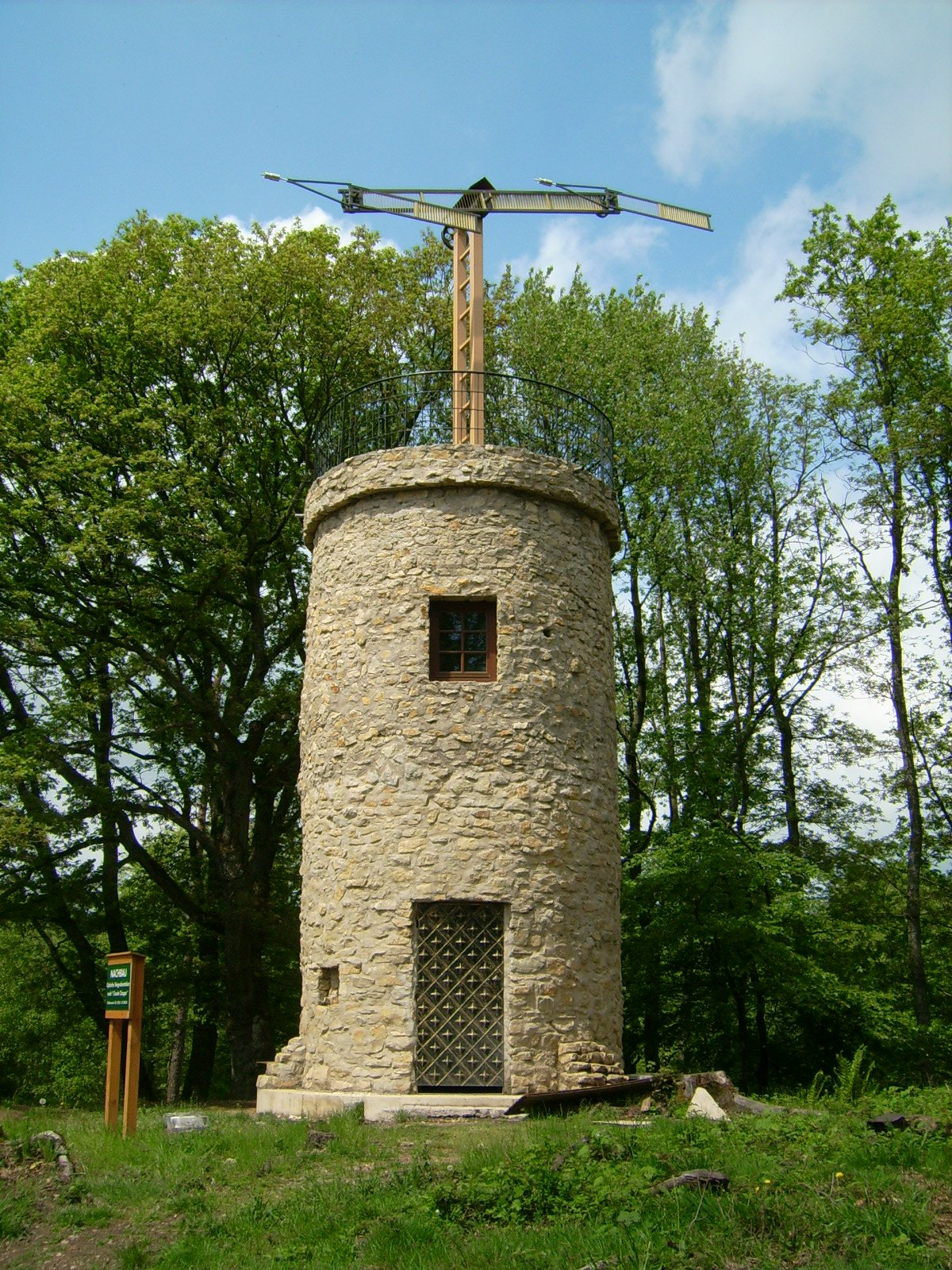
Reconstructie van semafoorstation

Bous ·
Dillingen/Saar ·
Ensdorf ·
Lebach ·
Nalbach ·
Rehlingen-Siersburg ·
Saarlouis (stad) ·
Saarwellingen ·
Schmelz ·
Schwalbach ·
Überherrn ·
Wadgassen ·
Wallerfangen